# Fricativa labiodental sonora
La fricativa labiodental sonora es un sonido del habla humana presente en algunos idiomas. En variantes del español, no existe este sonido como fonema, pero se puede encontrar en unas pocas palabras, tales como afgano o Dafne, como un alófono del fonema /f/ (representado con la letra f), que normalmente es una fricativa labiodental sorda.

## Símbolo
En el Alfabeto Fonético Internacional, la letra utilizada para este fonema es v, la cual proviene del alfabeto latino. Esta letra se utilizaba como una forma alternativa de escribir la vocal u.

## Características
- Es un sonido sonoro, lo que significa que las cuerdas vocales vibran durante su pronunciación; cuando no es sonoro, suena como la f del español, una fricativa labiodental sorda.
- Es una consonante labiodental, lo que significa que el labio inferior toca los dientes incisivos superiores durante su pronunciación.
- Es una consonante fricativa, lo que significa que parte del sonido es producido por una turbulencia de aire debida a la estrechez del canal por donde pasa el aire.
- Es una consonante pulmónica, lo que significa que el aire proviene directamente de los pulmones; no de aire ya almacenado en la boca.
- Es una consonante oral, lo que significa que el aire sale por la boca; no por la nariz.
- Es una consonante central, lo que significa que el aire expulsado pasa por el medio de la superficie superior de la lengua; no por los lados.

## En otras lenguas
Es un sonido bastante común, muchas lenguas europeas tienen un fonema /v/, por ejemplo el francés, italiano, portugués, inglés, alemán, o el ruso.
- En algunos dialectos del catalán, se hace una diferenciación entre la /b/ y la /v/, siendo la primera oclusiva bilabial sonora y la segunda fricativa labiodental sonora.